# Hugo von Cluny
Hugo von Cluny, der Große (* 13. Mai 1024 in Semur-en-Brionnais, Burgund; † 28. April 1109) war ein Cluniazensermönch und einer der großen Äbte des Mittelalters. Als sechster Abt von Cluny führte er die Cluniazensische Reform fort und brachte den Klosterverband auf den Höhepunkt seiner Strahlkraft. Er gab den Bau der damals größten Kirche der Christenheit, der neuen Basilika von Cluny (Abteikirche Cluny III), in Auftrag. Als Päpstlicher Legat und Berater fungierte er im Investiturstreit als Friedensstifter zwischen Gregor VII. und Heinrich IV., dessen Taufpate er gewesen ist. Hugo wird in der römisch-katholischen Kirche als  Heiliger verehrt.

## Leben
Hugo, nach seiner Herkunft aus dem burgundischen Haus Semur auch Hugues de Semur genannt, war Sohn des Grafen Dalmatius von Semur und der Aremburgis von Bergy (Aremburge de Vergy). Er hatte acht Geschwister. Seine Erziehung oblag seinem Großonkel Hugo von Auxerre.

Hugo von Cluny, Mathilde von Tuszien und Heinrich IV. Miniatur aus der Handschrift Vita Mathildis (um 1115)

Seine Ausbildung zum Ritter brach Hugo gegen den Widerstand des Vaters ab, um bereits mit 15 Jahren unter Abt Odilo von Cluny Novize im Benediktinerkloster von Cluny zu werden. 1044 empfing er als 20-Jähriger die Priesterweihe, wurde Prior und kurz darauf als Großprior der Stellvertreter des Abts. Als 25-Jähriger, im Jahre 1049, wurde Hugo 6. Abt in Cluny, als Nachfolger von Odilo, der die Reformideen ausgebaut und verbreitet hatte. Er veranlasste die Gründung von La Charité-sur-Loire. Während seiner sechzigjährigen Amtszeit, die im Jahr 1049 begann und sich über fast das gesamte Zeitalter der Kirchenreform und des Investiturstreites bis 1109 erstreckte, erlebte er neun Päpste, war Vertrauter des Papstes Gregor VII. und der deutschen Kaiser, für die er auch diplomatisch tätig war. Insbesondere beim Investiturstreit in Canossa 1077 trat er als Vermittler und Friedensstifter zwischen Papst Gregor VII. und Heinrich IV. hervor.
Er blieb ein Förderer der Cluniazensischen Reformbewegung, die sich unter seiner Amtszeit weiter ausbreitete und insbesondere für die Kirchenarchitektur folgenreich war. Seinen internationalen Charakter und seine Macht verdankt Cluny den über 200 Filiationen, die weder Wahlrecht noch Selbstbestimmungsrecht hatten, sondern dem Großabt untergeordnet waren. Sie waren über Italien, Lothringen, England und Frankreich verteilt, und viele von ihnen wurden bereits während Hugos Amtszeit errichtet.

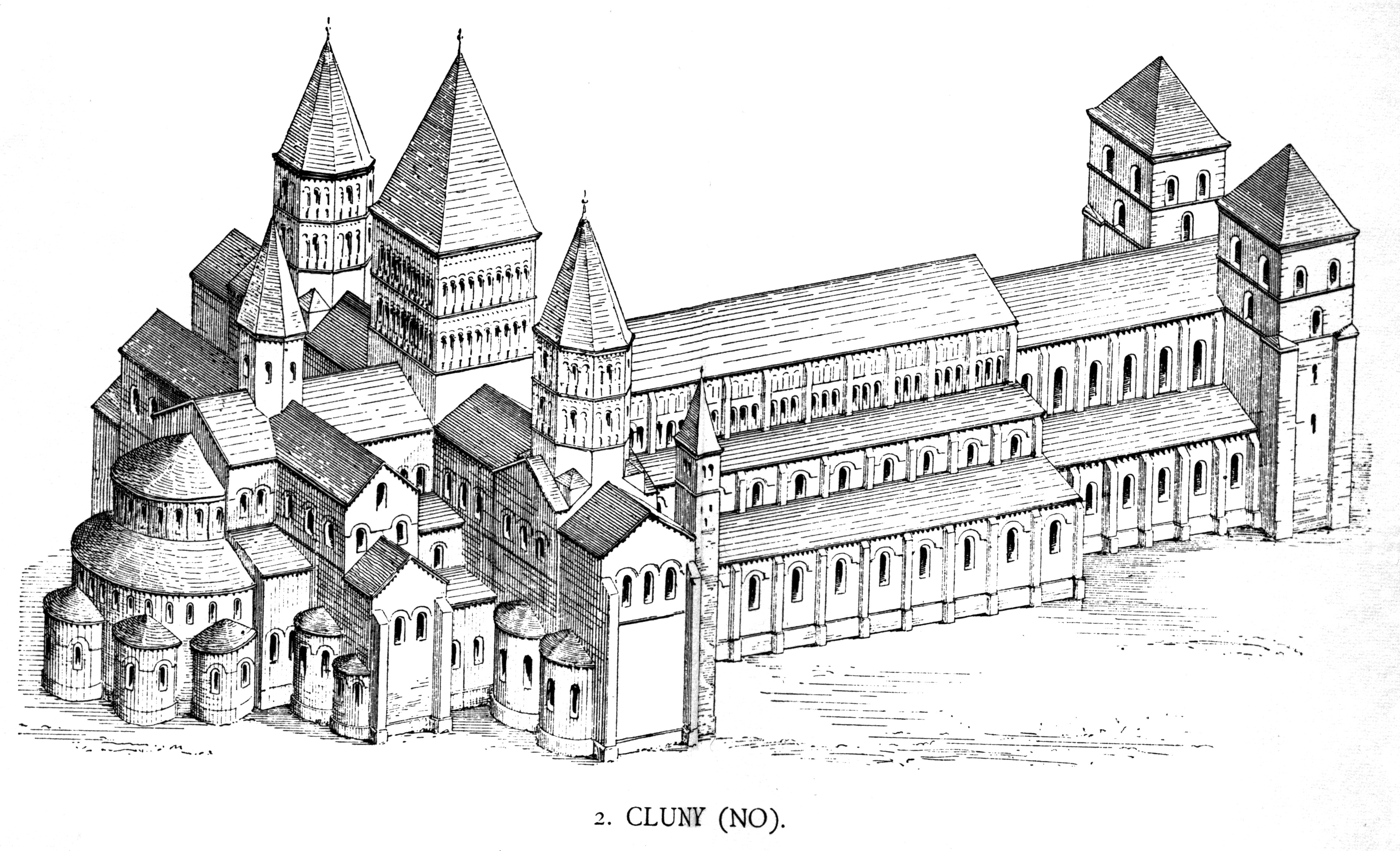
Cluny, Rekonstruktion vom Ende des 19. Jahrhunderts

Hugo starb am 28. April 1109 und wurde in der von ihm errichteten Abteikirche (Cluny III) bestattet.

## Verehrung
Hugo wurde 1121 heiliggesprochen. Er ist der Schutzpatron der Fieberkranken.